# Ernst Troeltsch
Ernst Peter Wilhelm Troeltsch (17. února 1865 Haunstetten – 1. února 1923 Berlín) byl německý protestantský teolog a sociolog náboženství, svým působením zasáhl i do religionistiky. Byl představitelem německé liberální teologie a tzv. nábožensko-historické školy (Religionsgeschichtliche Schule).

## Život
Narodil se v Haunstettenu. Vystudoval teologii a dějiny náboženství v Göttingenu, Erlangenu a Berlíně. Po ukončení studií začíná působit nejdříve krátce v Göttingenu a Bonnu, načež až do roku 1915 působil v Heidelbergu. Poté působil v pozici profesora teologie na univerzitě v Berlíně.

## Dílo
Troeltsch vychází z prostředí liberální teologie. Podle Troeltsche je náboženství něco, co nelze vyvodit z jiného pojmu a je těsně spjato s lidskou kulturou.
Křesťanství sice hodnotí kladněji než ostatní náboženství, ale podle Troeltsche křesťanství pořád zůstává „pouze“ náboženstvím. Je každého osobní věc, které náboženství si zvolí.
Byl jedním z čelných představitelů tzv. Religionsgeschichtliche Schule (Škola dějin náboženství). Tato skupina vznikla v Německu na konci 19. století a měla velký význam ve formování studia náboženství. Snažila se mimo jiné o prokázání ovlivnění textů Starého a Nového zákona jinými starověkými náboženstvími.
Dalším významný okruhem, do kterého Troeltsch zasáhl, je sociologie náboženství. Ve své knize Die Soziallehren der christlichen Kirchen und Gruppen z roku 1912 se snaží rozebrat sociální učení církví a náboženských skupin. Podle Troeltsche náboženská skupina vznikne kolem charismatické osoby. Jakmile se počet osob ve skupině zvyšuje, nastává problém organizace a předávání autentického učení svého vůdce. Proto se jeho myšlenky začínají zaznamenávat a vznikají tak náboženské spisy. V další fázi vznikají instituce, které se ve snaze udržet si své sociální postavení ve společnosti přizpůsobují okolnímu světu.